# Bóng ném tại Thế vận hội Mùa hè 2008
Giải bóng ném tại Thế vận hội Mùa hè 2008 diễn ra từ ngày 9 đến ngày 24 tháng 8 năm 2008 tại nhà thi đấu Trung tâm Thể thao Olympic và sân vận động Trong nhà Quốc gia.

## Kết quả

### Nam
| Vàng | Bạc | Đồng |
| Pháp (FRA) | Iceland (ISL) | Tây Ban Nha (ESP) |
| Luc Abalo Joel Abati Cedric Burdet Didier Dinart Jerome Fernandez Bertrand Gille Guillaume Gille Olivier Girault Michael Guigou Nikola Karabatic Daouda Karaboue Cristophe Kempe Daniel Narcisse Thierry Omeyer Cedric Paty | Sturla Ásgeirsson Arnór Atlason Logi Geirsson Snorri Steinn Guðjónsson Hreiðar Levy Guðmundsson Róbert Gunnarsson Björgvin Páll Gústavsson Ásgeir Örn Hallgrímsson Ingimundur Ingimundarson Sverre Andreas Jakobsson Alexander Petersson Guðjón Valur Sigurðsson Sigfús Sigurðsson Ólafur Stefánsson | David Barrufet Jon Belaustegui David Davis Alberto Entrerrios Raul Entrerrios Ruben Garabaya Juan Garcia Jose Javier Hombrados Demetrio Lozano Cristian Malmagro Carlos Prieto Albert Rocas Iker Romero Victor Tomas |

### Nữ
| Vàng | Bạc | Đồng |
| Na Uy (NOR) | Nga (RUS) | Hàn Quốc (KOR) |
| Ragnhild Aamodt Karoline Dyhre Breivang Marit Malm Frafjord Gro Hammerseng Katrine Lunde Haraldsen Kari Aalvik Grimsboe Kari Mette Johansen Tonje Larsen Kristine Lunde Else-Marthe Sørlie Lybekk Tonje Noestvold Katja Nyberg Linn-Kristin Riegelhuth Goeril Snorroeggen | Ekaterina Andryushina Irina Bliznova Elena Dmitrieva Anna Kareeva Ekaterina Marennikova Elena Polenova Irina Poltoratskaya Liudmila Postnova Oxana Romenskaya Natalia Shipilova Maria Sidorova Inna Suslina Emilia Turey Yana Uskova | An Junghwa Bae Minhee Choi Imjeong Hong Jeongho Huh Soonyoung Kim Chayoun Kim Namsun Kim Ona Lee Minhee Moon Pilhee Oh Seongok Oh Yongran Park Chunghee Song Hairim |